# هيلين كينيدي
هيلين كينيدي هي ناشِطة كندية، ولدت في 1958.